# Guglielmo Tell (film 1948)
Guglielmo Tell, sottotitolato L'arciere della Foresta Nera, è un film del 1948 diretto da Giorgio Pàstina.

## Trama
Ispirato al dramma di Friedrich Schiller, il film, ambientato nel XIV secolo, narra la storia del famoso arciere Guglielmo Tell che si ribella a Balivo, rappresentante dell'imperatore d'Austria.
Prima Guglielmo litiga con lui per un cervo, poi si rifiuta di levarsi il cappello dinanzi a quello del nobile, posto su un palo in mezzo alla piazza.
Viene sottoposto ad una prova in cui l'arciere deve riuscire a colpire con una freccia una mela posta sopra la testa del rampollo di Balivo.
Guglielmo riesce nell'impresa ma ciò non basta a soddisfare l'ambasciatore.
Incarcerato, fugge e raduna un gruppo di villici, con l'intento di ritornare da dove è fuggito.
Alla fine Guglielmo riesce ad uccidere Balivo e a ottenere la libertà del popolo svizzero.

## Distribuzione
Il film venne distribuito nelle sale cinematografiche italiane l'8 aprile 1949.